# Tomba!
Tomba! (Tombi! v Evropě a Austrálii, Ore! Tomba v Japonsku) je plošinová adventura vytvořena společností Whoopee Camp pro Sony PlayStation. Po ní následovalo pokračování Tomba! 2: The Evil Swine Return. Tato série byla nápadem Tokuro Fujiwara, který vytvořil i série Ghosts 'n Goblins či Mega Man. Je to také jedna z prvních her pro PlayStation, které využily možnosti Dual Shock.

## Mise
Hra je založena na systému misí, při kterých musí hlavní postava (Tomba) využít své schopnosti pro splnění různých úkolů. Dokončené mise jsou odměněny určitým počtem dobrodružných bodů (adventure points, AP) potřebných k otevření AP krabic, které obsahují jídlo nebo předměty. Pro otevření takové krabice můžete potřebovat např. 50 000 AP. AP jsou také potřebné k zpřístupnění speciálních lokací či informací v pozdějších fázích hry. Ne všechny mise jsou potřebné pro dokončení hry, ale jsou potřebné pro úplné dokončení hry. Dokončení mnoha úkolů je podmíněno splněním jiných. Dva úkoly jsou dokončeny ihned po sobě na konci hry, a proto může hráč dokončit pouze 128/130 úkolů před dokončením celé hry.

## Děj
Tomba! se odehrává na skupině ostrovů uprostřed oceánu, které se nenacházejí na žádné mapě. Na severu se nacházejí velké provincie a jih tvoří menší ostrovy. Tato oblast je osídlena mírumilovnými lidmi, kteří žili dlouhá léta v poklidu.
Hlavní postava je energetický růžovo-vlasý chlapec Tomba. Jednoho dne se zjeví sedm zlých prasat a pomocí své magické moci promění ostrovy na bizarní krajinu. Podřízení těchto špatných prasat ukradnou Tombův zlatý náramek jeho dědečka a hromady zlata.
Tombův úkol je získat zpět ukradený náramek, což vyžaduje uvěznění špatných prasat. K jejich uvěznění potřebuje najít prasečí vaky, které jsou klíčem k otevření bran do jejich říše. Na to potřebuje splnit mise pro jiné lidi, za které získává předměty či prasečí vaky. Některé mise jsou čistě pro zábavu a nejsou podstatné pro příběh hry.